# Jopie Waalberg
Jopie Waalberg   (Amsterdam, 13 d'abril de 1920 - Enkhuizen, 5 de juliol de 1979) va ser una nedadora neerlandesa que va competir durant la dècada de 1930.
El 1936, amb tan sols 16 anys, va prendre part en els Jocs Olímpics de Berlín, on fou quarta en la prova dels 200 metres braça del programa de natació.
En el seu palmarès destaca una medalla de bronze en els 200 metres braça al Campionat d'Europa de natació de 1938.
L'11 de maig de 1937 va establir un nou rècord mundial dels 200 metres braça amb un temps de 3'00.2". Va millorar el seu propi rècord en dues ocasions, fins a situar-lo en 2'56.9", essent d'aquesta manera la primera dona en baixar dels tres minuts en aquesta distància. Finalment la brasilera Maria Lenk va millorar el seu registre el novembre de 1939. Waalberg també va establir la millor marca mundial en les 200 iardes, 400 metres i 500 metres braça. Això la convertia en una de les grans favorites pels Jocs Olímpics d'Estiu de 1940, però l'esclat de la Segona Guerra Mundial obligaren a la seva cancel·lació. El 1944 abandonà la competició.